# Positively Somewhere
Positively Somewhere è il secondo album della cantante pop statunitense Jennifer Paige, pubblicato il 18 settembre 2001 dall'etichetta discografica Hollywood. In Europa il disco è stato pubblicato dalla Edel.
Dal disco sono stati estratti i singoli These Days e Stranded, che non hanno ottenuto tuttavia il successo sperato. Il disco non è entrato nelle classifiche di vendita.

## Tracce
CD (Edel 131962)
1. These Days – 3:27 (Phil Thornalley, Colin Campsie)
2. Here with Me – 3:39 (Arbuckle Lee, Matt Brownleewe, Beaty, Stanfield)
3. Stranded – 3:35 (Arbuckle Lee, Matt Brownleewe)
4. Make Me – 3:30 (Andy Goldmark, Mark Mueller)
5. Way of the World – 3:16 (Mark Hammond, Robin Scoffield)
6. Not This Time – 3:24 (Larsson, Jennifer Paige, Kim Bullard, Lars Halvord Jensen)
7. You Get Through – 3:56 (Russ Desalvo, Jennifer Paige, Roman)
8. Feel So Far Away – 4:14 (Chance Scoggins)
9. The Edge – 3:20 (Harmon, Livingston, Jennifer Paige)
10. Tell Me When – 4:43 (Ward, Booker, Jennifer Paige)
11. Stay the Night – 3:03 (Andy Goldmark, Andreas Carlsson, Jennifer Paige)
12. Vapor – 3:57 (Brijitte West, Peter Lloyd)

Durata totale: 44:04